# اصل دوم قانون اساسی ایالات متحده آمریکا
اصل دوم قانون اساسی ایالات متحده آمریکا قوه مجریه دولت فدرال ایالات متحده آمریکا، که اجرا کنندهٔ قوانین فدرال است را تعیین می‌کند. این قوه در برگیرنده رئیس‌جمهور ایالات متحده آمریکا، معاون رئیس‌جمهور ایالات متحده آمریکا، کابینه ایالات متحده آمریکا، وزارت‌خانه‌های اجرایی فدرال ایالات متحده آمریکا، سازمان‌های مستقل، و دیگر هیئت‌ها، کمیته‌ها و کمیسیون هاست.

## بخش ۱: رئیس‌جمهور و معاون رئیس‌جمهور

### عبارت ۱
قوه مجریه در اختیار رئیس‌جمهور ایالات متحده آمریکا قرار دارد. دوره ریاست جمهوری چهار سال است و با معاون رئیس‌جمهور که دوره وی نیز چهار سال می‌باشد به ترتیب ذیل انتخاب خواهند شد:

تحلیف جرج واشینگتن به عنوان اولین رئیس‌جمهور ۳۰ آوریل ۱۷۸۹

بخش ۱ با یک عبارت اعط اگر شروع می‌شود که قدرت اجرایی فدرال را به رئیس‌جمهور واگذار می‌کند. عبارات مشابهی را می‌توان در اصول اول و دوم یافت. این سه اصل بین سه قوه حکومت فدرال تفکیک قوا به وجود می‌آورند.

### عبارت ۲
هر ایالت به شیوه‌ای که مجلس قانونگذاری آن معین می‌کند، تعدادی انتخاب کننده تعیین خواهد نمود که تعدادشان برابر با تعداد کل سناتورها و نمایندگانی می‌باشد که یک ایالت مجاز به داشتن آنها در کنگره‌است؛ ولی هیچ سناتور، نماینده یا فردی که در ایالت متحده دارای سمتی غیرانتفاعی یا انتفاعی باشد نمی‌تواند به عنوان انتخاب کننده تعیین گردد.
بر اساس قانون اساسی آمریکا رئیس‌جمهور و معاون او به وسیله گزینندگان، بر اساس تفویض اختیار قانون اساسی به قانونگذاران ایالات برگزیده می‌شوند.

### عبارت ۳
انتخاب کنندگان باید در ایالتهای خود تشکیل جلسه دهند و از طریق رای مخفی دو نفر را که حداقل یک نفرشان مقیم ایالت آنان نباشد انتخاب کنند، و آنگاه فهرستی از افرادی را که رای به آنان داده شده‌است و همچنین تعداد آرای هر یک از آنان را تهیه و پس از امضا و تأیید به صورت مهر شده به مرکز حکومت ایالات متحده و به نام شخص رئیس سنا ارسال نمایند؛ رئیس سنا در حضور نمایندگان سنا و مجلس نمایندگان کلیه تاییدیه‌ها را می‌گشاید و سپس آراء شمارش می‌شوند. شخصی که بیشترین تعداد آراء را از کل انتخاب‌کنندگان تعیین شده کسب نماید، رئیس‌جمهور می‌شود و اگر بیش از یک‌نفر اکثریت مزبور را به تساوی داشته باشند و تعداد آراء مساوی باشد، مجلس نمایندگان بی‌درنگ از طریق رای مخفی یکی از آنان را به سمت ریاست جمهوری انتخاب می‌نماید و اگر هیچ فردی حائز اکثریت آراء نباشد، در این صورت مجلس نمایندگان مزبور به همان روش از میان پنج نفر اول فهرست، رئیس‌جمهور را انتخاب می‌نماید. اما در انتخاب وی، ایالتها رای خواهند داد و هر ایالت دارای یک رای می‌باشد، حد نصاب لازم برای این منظور عبارت است از مجموع عضو یا اعضای دو سوم ایالتها و اکثریتی از کل ایالتها برای انتخاب ضروری می‌باشد. در هر حالت پس از انتخاب رئیس‌جمهور، شخصی که بیشترین تعداد آرای انتخاب کنندگان را کسب نموده باشد معاون رئیس‌جمهور می‌شود؛ ولی اگر دو یا چند نفر باقی بمانند که دارای آرای مساوی باشند؛ سنا از میان آنان معاون رئیس‌جمهور را با رای مخفی می‌کند.
در رسم امروزی، هر ایالت گزینندگان خود را از طریق مراجعه به آرای عمومی برمی‌گزیند. گزینندگان پس از انتخاب در ایالت‌های متناظر دیدار می‌کنند تا رأی خود را برای رئیس‌جمهور و معاون او بدهند.

### عبارت ۴
کنگره می‌تواند زمان تعیین انتخاب کنندگان و روزی را که آنان باید آرای خود را به صندوق بریزند؛ معین نماید. این روز باید در سراسر ایالات متحده یک روز واحد باشد.
کنگره روز ملی انتخابات را تعیین می‌کند. امروزه، گزینندگان در سه شنبه پس از اولین دوشنبه نوامبر یک سال پیش از انقضای دوره رئیس‌جمهور برگزیده می‌شوند.

### عبارت ۵
هر شخصی برای احراز مقام ریاست جمهوری باید در زمان تصویب این قانون اساسی، شهروند بومی یا تبعه ایالات متحده، حداقل سی‌وپنج ساله و مدت چهارده سال مقیم ایالات متحده باشد.
رئیس‌جمهور و معاون وی باید تا زمان روز معارفه،:
- شهروند آمریکا در هنگام تولد
- حداقل ۳۵ ساله
- حداقل ۱۴ سال ساکن آمریکا باشند.

### عبارت ۶
وظایف و اختیارات رئیس‌جمهور در صورت برکناری، فوت، کناره‌گیری یا ناتوانی از انجام آنها، رئیس‌جمهور نیز معاون وی، مقام مسئولی را به عنوان کفیل ریاست جمهوری تعیین نماید و مقام مزبور طبق مقررات، تا زمان رفع ناتوانی یا انتخاب رئیس‌جمهور، به عنوان رئیس‌جمهور انجام وظیفه می‌نماید.
متمم بیست و پنجم قانون اساسی ایالات متحده آمریکا صریحاً بیان می‌دارد که در صورت مرگ، برکناری یا استعفای رئیس‌جمهور، معاون او رئیس‌جمهور می‌شود و همچنین رویه‌ای برای پر کردن منصب خالی معاونت رئیس‌جمهور معین می‌کند.

### عبارت ۷
رئیس‌جمهور در ازای خدماتش در زمانهای معین حقوق دریافت خواهد کرد و میزان آن در طول دوره ریاست جمهوری وی افزایش یا کاهش نمی‌یابد، رئیس‌جمهور نباید در طول دوره مزبور هیچگونه مقرری دیگری از ایالات متحده یا هیچ‌یک از ایالتها دریافت می‌نماید:
حقوق رئیس‌جمهور چهارصد هزار دلار در سال است و باید در طول دورهٔ او ثابت بماند.

### عبارت ۸: سوگند ریاست جمهوری
«من رسماً سوگند یا می‌کنم که مسئولیت ریاست جمهوری ایالات متحده آمریکا را صادقانه انجام دهم و تا آنجا که در توان دارم از قانون اساسی ایالات متحده صیانت، حمایت و دفاع نمایم.»